# Die Stunde der Fälscher
Die Stunde der Fälscher (im Original Honour Among Thieves) ist ein Roman von Jeffrey Archer aus dem Jahr 1993.

## Inhalt
Die Handlung spielt im Jahr 1993, nach dem Golfkrieg. Saddam Hussein möchte sich an den USA rächen und sie dadurch demütigen, indem er das im Nationalarchiv verwahrte Original der  Unabhängigkeitserklärung durch eine fast perfekte Kopie austauschen lässt, um sie am 4. Juli, dem amerikanischen Nationalfeiertag, öffentlich zu verbrennen.
Der stellvertretende Botschafter bei den Vereinten Nationen, Hamid al Obaydi, nimmt dazu mit dem Rechtsanwalt Antonio Cavalli, einem führenden Mitglied der New Yorker Mafia, Kontakt auf und bietet diesem 100 Mio. $ für den Austausch und Diebstahl dieser Urkunde.
Gleichzeitig nimmt die junge Israelin Hannah Kopec, eine junge Mossad-Agentin aus persönlichen Gründen an einer Verschwörung teil mit dem Ziel, Saddam zu ermorden.
Zunächst klappt der Austausch der Unabhängigkeitserklärung. Die Regierung der USA kann jedoch den Betrug aufdecken.  Der Jura-Professor an der Yale-Universität, Scott Bradley, der schon früher mit Hannah Kopec zusammengearbeitet hat, wird vom CIA beauftragt, die Urkunde wieder zu beschaffen, was ihm nach einer längeren Verfolgungsjagd schließlich auch gelingen wird.